# Dove
Dove es la línea de productos de cuidado personal perteneciente a la multinacional Unilever. La marca es identificada por una insignia en forma de paloma. El primer producto de esta marca, el jabón blanco, es lanzado en Estados Unidos en 1955.

## Productos
Dove cuenta con una gama de productos, entre los que destacan: 
- Desodorantes
- Jabones corporales
- Barras de la belleza
- Lociones
- Cuidado del cabello (champú, acondicionador, cremas, etc.)
- Productos de cuidado facial

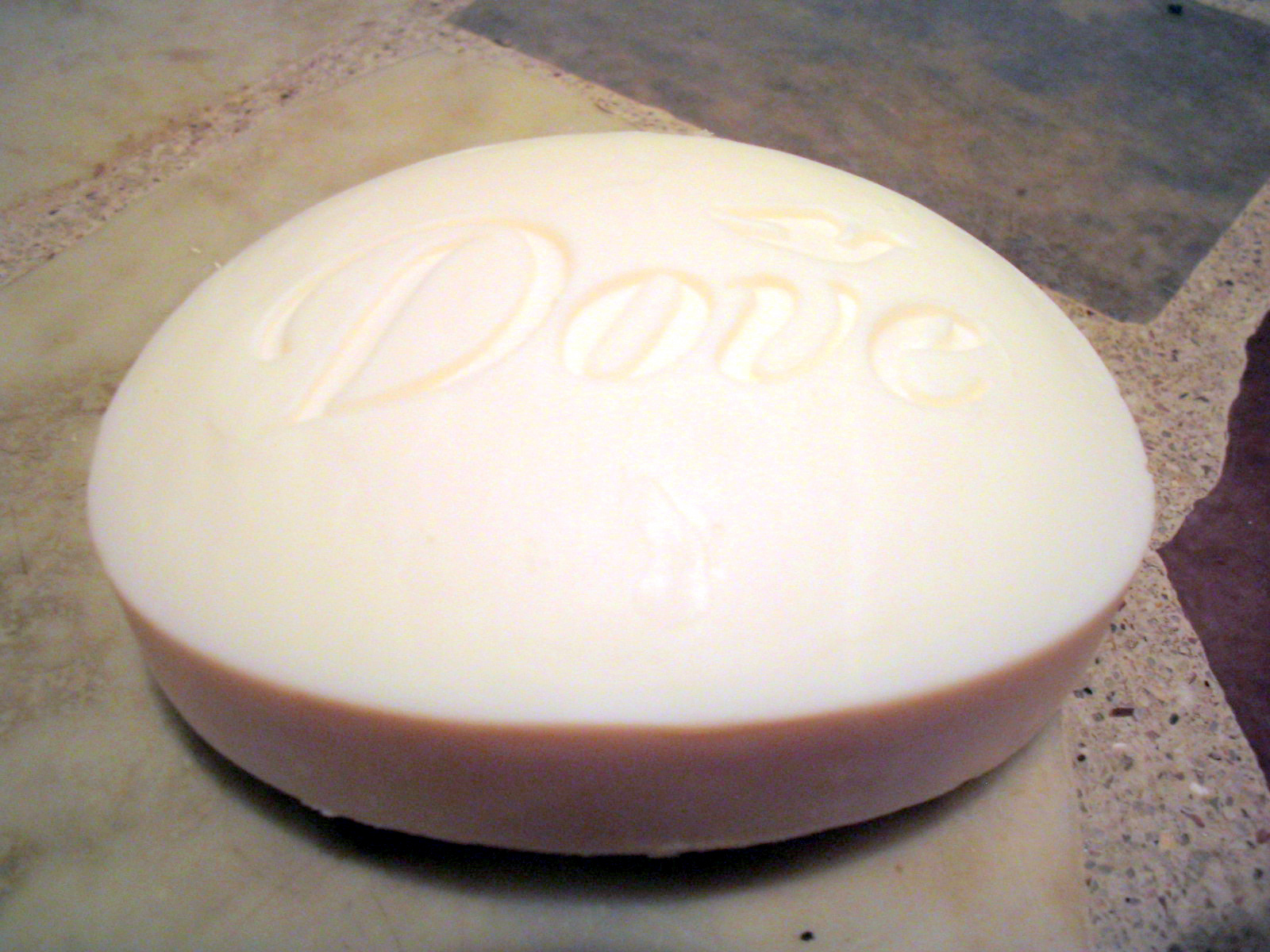
Pastilla de jabón Dove.
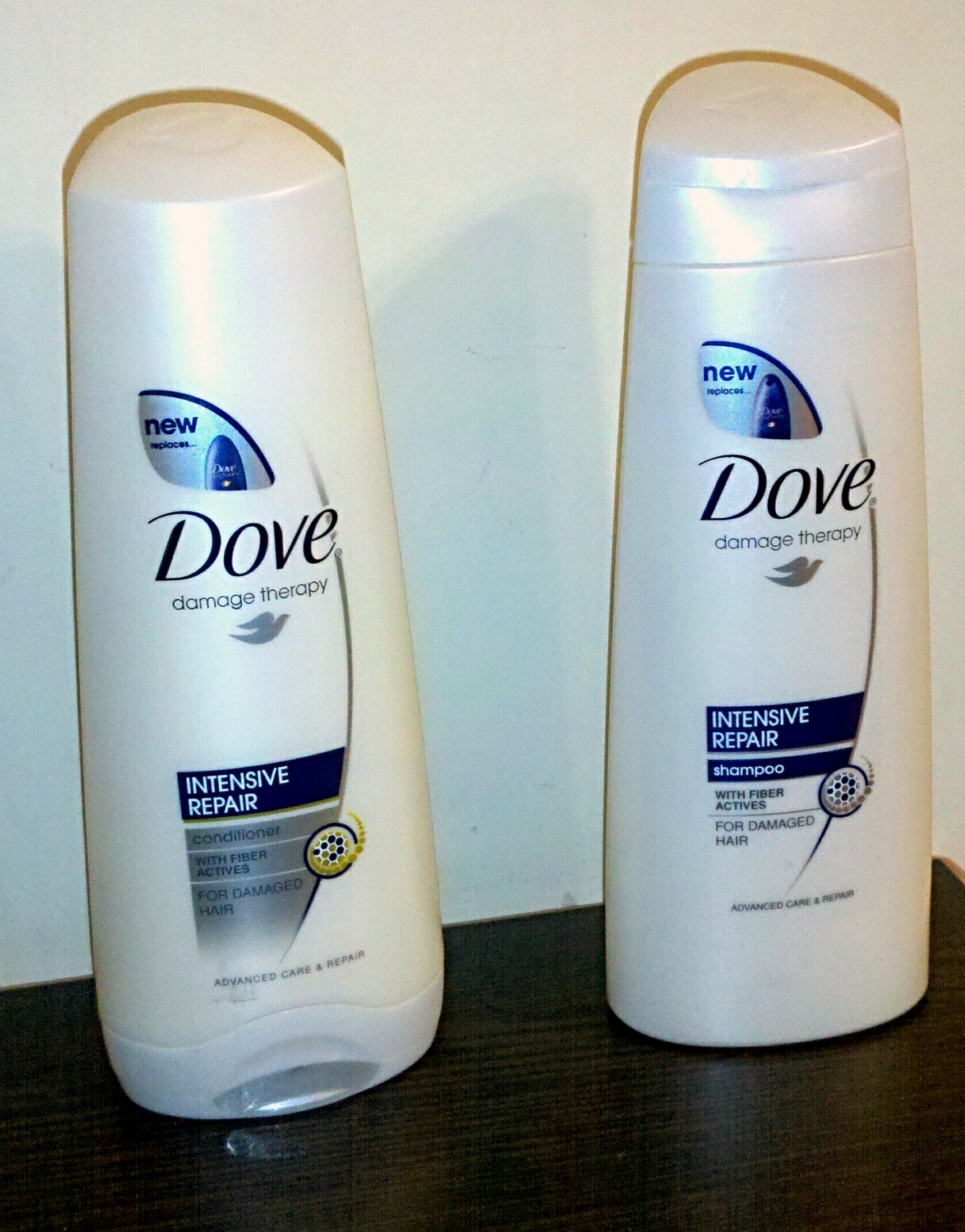
Champú & acondicionador